# غريتشين ماسي
غريتشين ماسي (بالإنجليزية: Gretchen Massey)‏ هي مقدمة برامج إذاعية أمريكية، ولدت في 1969.